# Rainer Blatt
Rainer Blatt (Idar-Oberstein, Alemanha, 8 de setembro de 1952) é um físico alemão. É considerado um dos expoentes da física quântica aplicada, entre seus feitos como líder destaca-se o primeiro simulador quântico real e um processador quântico de 14 qubits.

## Condecorações
- 2006 Prêmio Erwin Schrödinger
- 2008 Prêmio Cardeal Innitzer
- 2009 Prêmio Pesquisa Carl Zeiss
- 2012 Medalha Stern-Gerlach